# Cuisine d'un chalet d'alpage

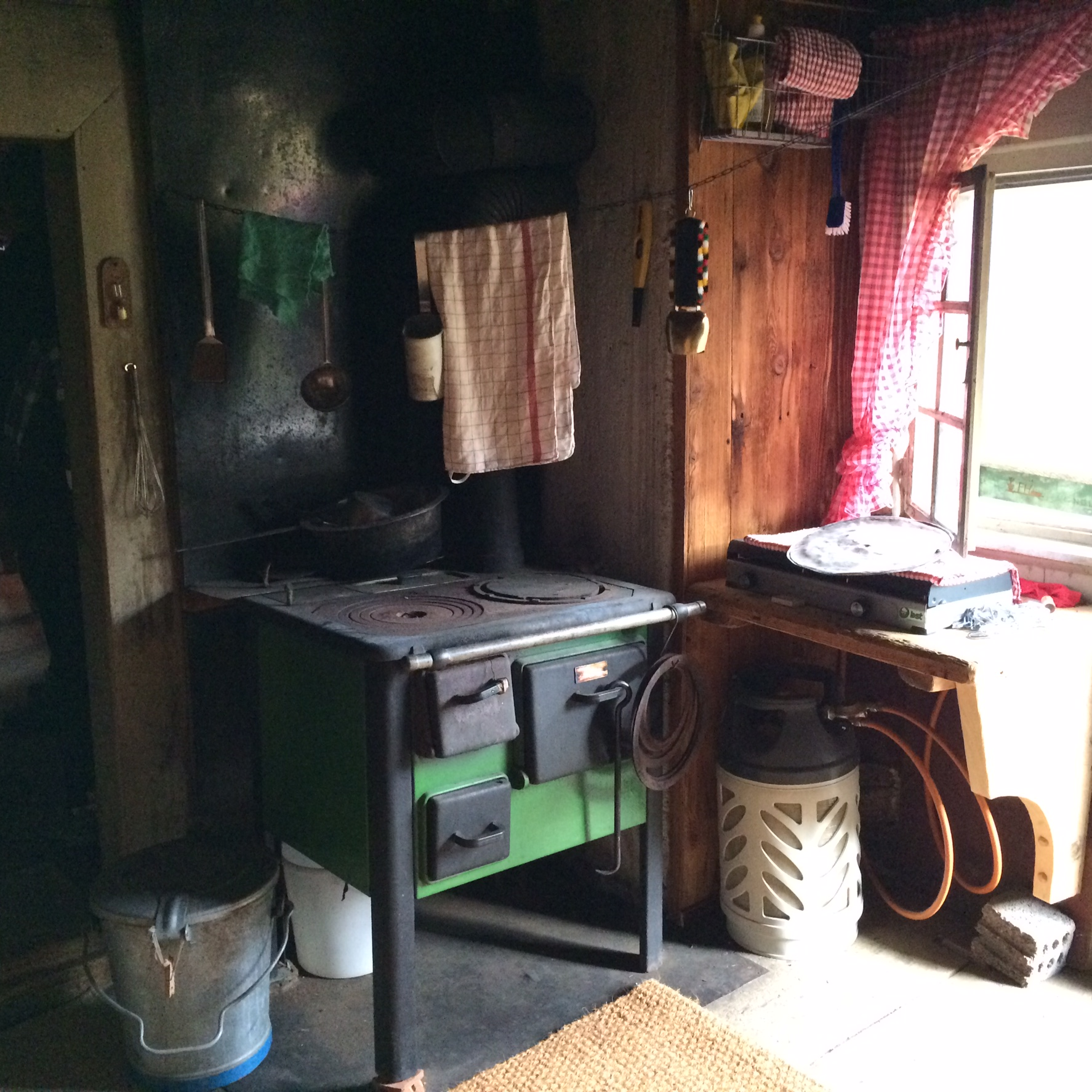
La cuisine du chalet d'alpage, presque inchangée en 2016.

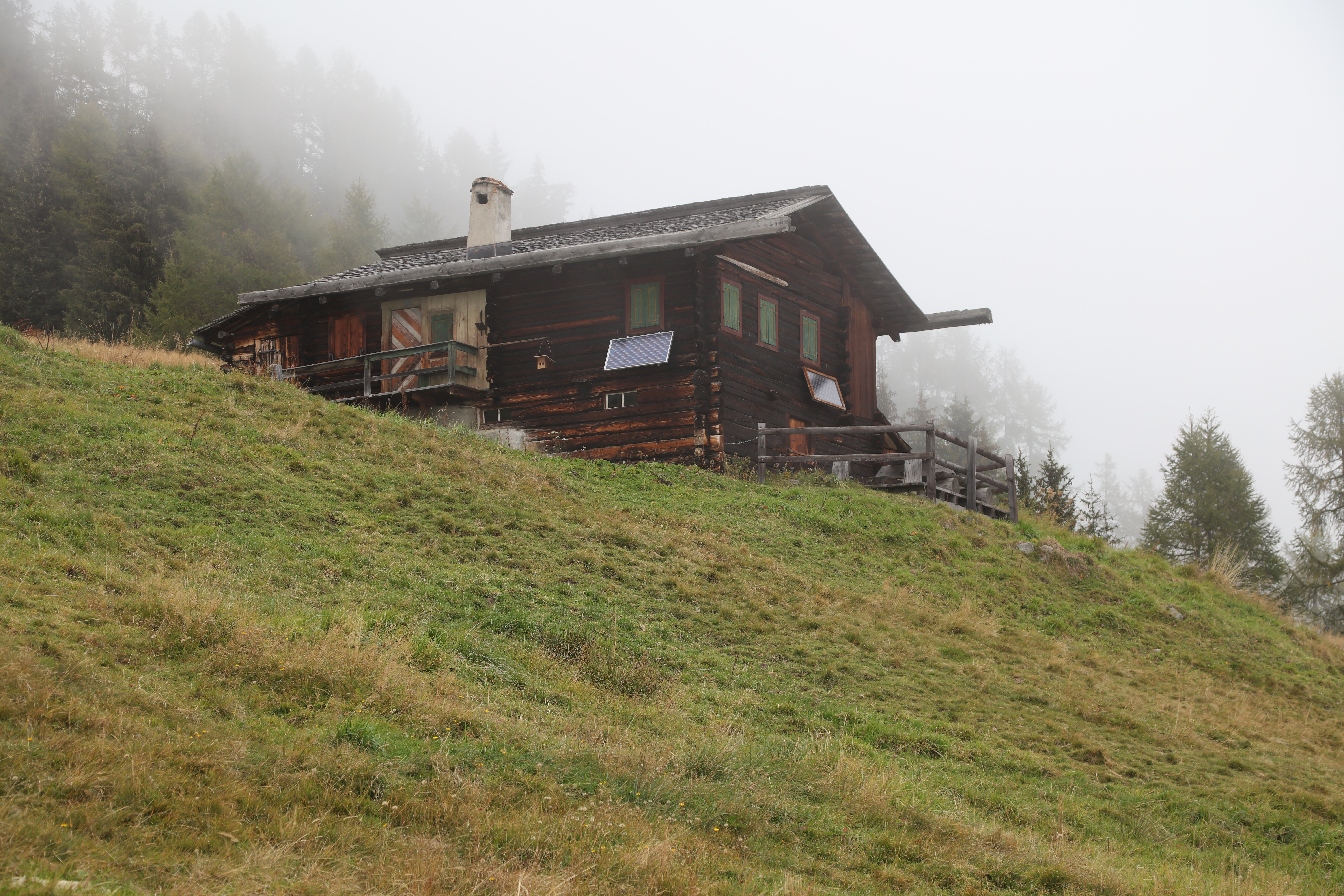
Le chalet d'alpage vu de l'extérieur (2016).

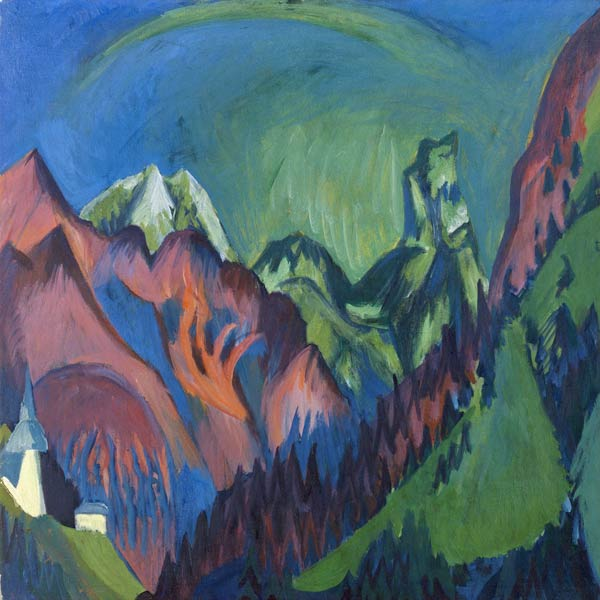
Tinzenhorn.

Cuisine d'un chalet d'alpage est un tableau du peintre expressionniste Ernst Ludwig Kirchner réalisé en 1918.
Il montre une petite cuisine d'un chalet d'alpage sur la Stafelalp (1 900 m) au-dessus de Davos Frauenkirch, où l'artiste résidait parfois. La maison est aujourd'hui encore proche de son état d'origine. Le tableau provient de la succession de Kirchner et fait aujourd'hui partie de la collection du Musée Thyssen-Bornemisza à Madrid.

## Description
Le tableau est carré. Une petite signature se trouve en bas à droite : E. L. Kirchner et à l'arrière, la mention NC Da/Ad2.
Un personnage est assis à la table, penché. Selon Roman Norbert Ketterer, l'exécuteur testamentaire de Kirchner et aussi selon Felix Krämer, historien de l'art, il pourrait s'agir de l'artiste lui-même en train de travailler sur une pierre lithographique. Selon l'historien de l'art britannique Peter Vergo, il s'agirait plutôt de sa compagne Erna Schilling.
La porte est ouverte sur un balcon et on distingue d'autres chalets de la Stafelalp jusqu'au Tinzenhorn, vers le sud-ouest, qui figure le point de fuite. Le Tinzenhorn est un sommet des Alpes suisses très présent dans les tableaux de Kircner à Davos,.

## Commentaire
Kirchner est entré pour la première fois dans ce petit chalet de montagne, loué par un paysan, au début de l'été 1918. Le chalet était alors peu aménagé, mais Kirchner a pu y peindre en été. En juin 1918, il a écrit à son ami Henry van de Velde, que « Les chambres sont très inhabituelles, les interstices sont remplis de mousse et il y a un magnifique poêle ventru dans la cuisine ». C'est ici que Kirchner a passé les étés de ses premiers séjours à Davos. Il se sentait en bonne santé et pouvait peindre. Mais déjà, à Noël 1918, il n'est plus en mesure de terminer ses tableaux. 

Dans une lettre à Gustav Schiefler, collectionneur d'art à Hambourg, il écrit : 

« Je souhaitais créer des œuvres de pure imagination, comme celles que l'on voit dans les rêves, mais l'impression de réalité est ici si riche que sa conception mange toutes les forces. […] Le paysage est toujours merveilleusement beau, même en hiver, j'essaie les couleurs de la neige, et aussi les personnages et les animaux aux formes étranges. »

— Hans Delfs.
Felix Krämer écrit que dans ce tableau, contrairement à d'antérieures représentations d'intérieurs, dans lesquelles « les personnages dominent leur environnement », ici, « la pièce recouvre les personnages avec ses lignes fuyantes et la forte luminosité des couleurs. […] La pièce perd sa fonction protectrice. […], ce qui est à mettre en relation avec l'état psychique troublé de son occupant. »

Sous le pseudonyme Louis de Marsalle, Kirchner a commenté ainsi, dans le catalogue de l'exposition de 1922 chez Ludwig Schames à Francfort-sur-le-Main, ses travaux d'alors sur la Stafelalp : 

« La nature ingrate et pourtant si intime de la haute montagne a eu une grande influence sur le peintre. Elle a approfondi son amour pour les objets et en même temps assaini sa conception de toutes les futilités. [...] chaque détail nécessaire est travaillé tendrement. Contrairement aux tableaux plus anciens comme par exemple Intérieur de 1914 (Gordon 412), dans lequel une situation familière semble menaçante, domine dans La Cuisine d'un chalet d'alpage une atmosphère de calme et de chaleur estivale. »

— Catalogue de l'exposition de la Nationalgalerie à Berlin,

## Expositions (sélection)
Dans le catalogue raisonné de Donald E. Gordon, le tableau porte le numéro 518. 
- 1922 : Galerie Louis Schames, Francfort-sur-le-Main
- 1926 : Galerie Paul Cassirer, Berlin
- 1975 : Expressionnisme en Suisse, 1905-1930. Kunstmuseum de Winterthur
- 23 avril au 25 juillet 2010 : Ernst Ludwig Kirchner. La Rétrospective. Städel Museum, Francfort-sur-le-Main[6].